# Biscogniauxia nothofagi
Biscogniauxia nothofagi är en svampart som beskrevs av Whalley, Læssøe & Kile 1990. Biscogniauxia nothofagi ingår i släktet Biscogniauxia och familjen kolkärnsvampar.   Inga underarter finns listade i Catalogue of Life.